# 灰黑孔菌属
灰黑孔菌属（学名：Melanoporia）是多孔菌科下的一个属。

## 下属物种
本属包括以下物种：
- Melanoporia condensa Ryvarden & Vlasák, 2016
- 灰黑孔菌 Melanoporia nigra (Berk.) Murrill